# Gorno Kalaslari
Gorno Kalaslari (en macédonien Горно Каласлари) est un village du centre de la Macédoine du Nord, situé dans la municipalité de Vélès. Le village comptait 38 habitants en 2002.

## Démographie
Lors du recensement de 2002, le village comptait :
- Albanais : 36
- Macédoniens : 1
- Autres : 1